# Große Wollweberstraße

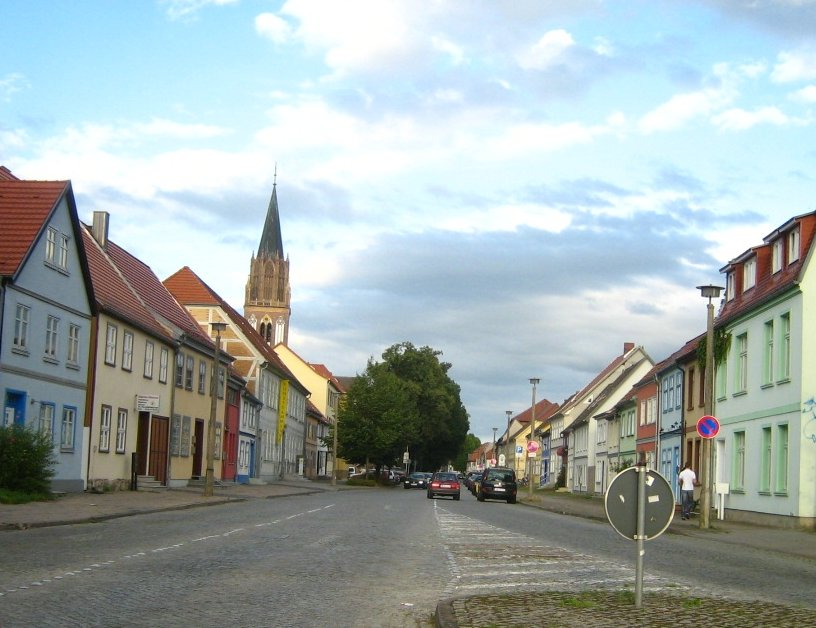
Ostblick mit Konzertkirche

Die Große Wollweberstraße in Neubrandenburg (Mecklenburg-Vorpommern) ist eine Straße, die im Süden des Stadtzentrums von Osten nach Westen von der Schulstraße zum Friedrich-Engels-Ring führt. Sie ist heute eine von zwei Ein- und Ausfahrtstraßen des Stadtzentrums.

## Geschichte

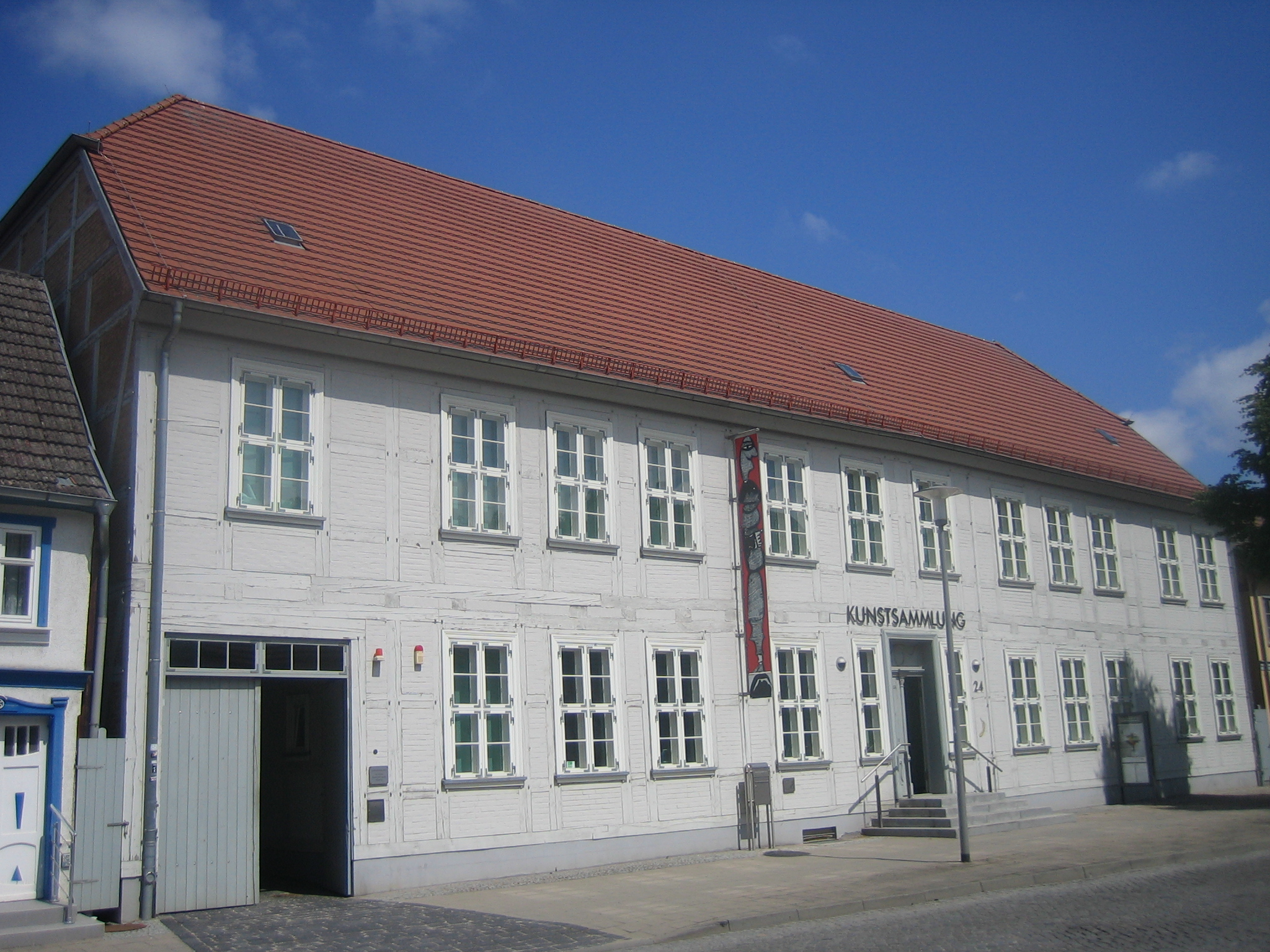
Nr. 24: Kunstsammlung Neubrandenburg

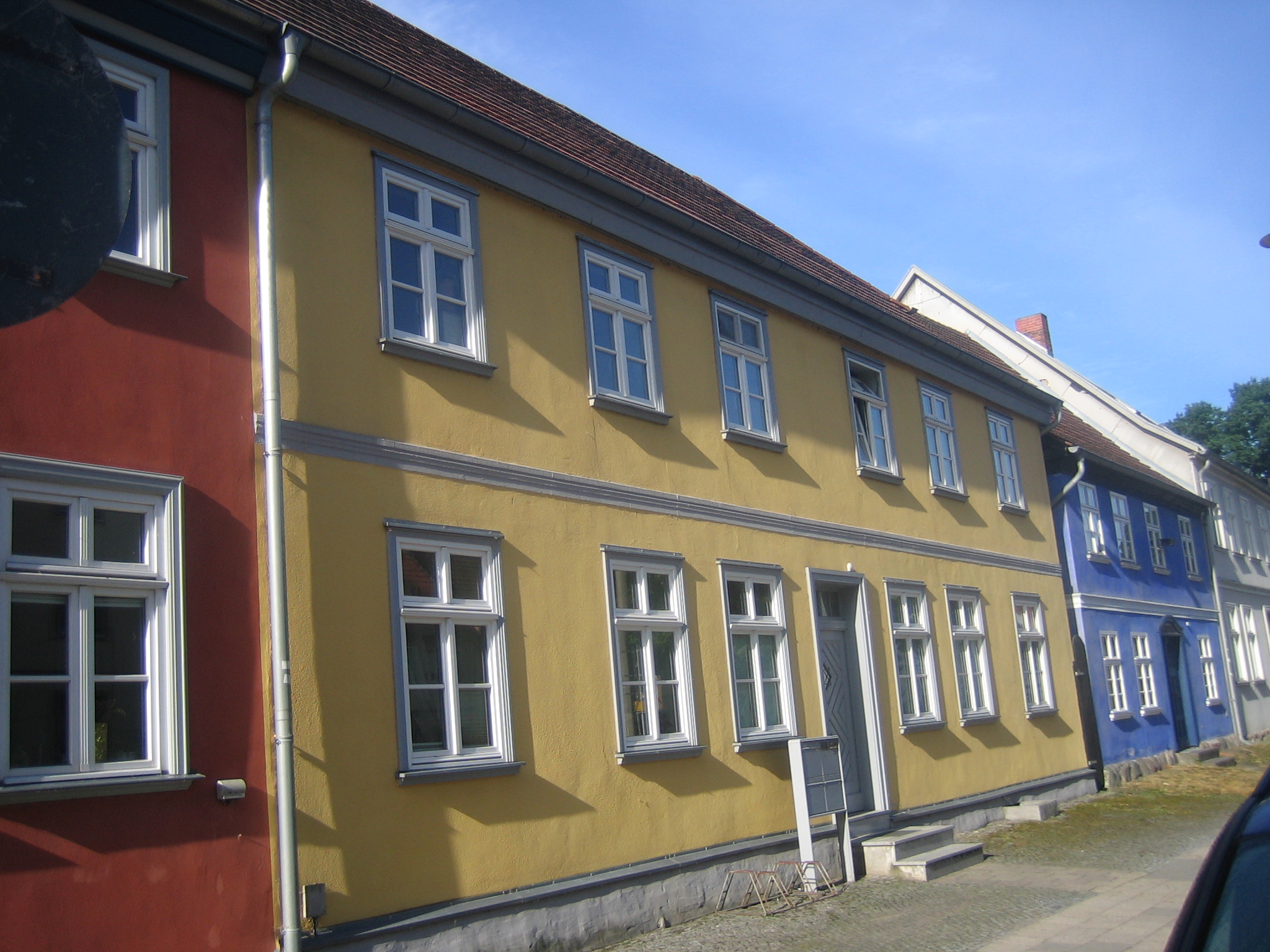
Nr. 23 u. 25

Die Große Wollweberstraße und die parallel verlaufende Kleine Wollweberstraße zählen zu den ältesten Straßenzügen in der Neubrandenburger Altstadt. Die genauen Umstände der Entstehung und Benennung sind allerdings aufgrund der lückenhaften Quellenlage zur frühen Stadtgeschichte – bei den in dieser Zeitperiode häufigen Stadtbränden wurden viele historische Archivdokumente verloren – nicht mehr nachweisbar. Ältester heute bekannter Beleg für die Verwendung von Straßennamen in Neubrandenburg ist der so genannte „Pistorius-Plan“ von 1768. Ob die Straßenbezeichnungen der beiden Neubrandenburger Wollweberstraßen also tatsächlich bis in der Frühzeit der Stadt zurückreichen, bleibt deshalb spekulativ.
Die für die Straße namensgebende mittelalterliche Berufsgruppe der Wollweber waren spezialisierte Weber, die feine, gewalkte und geraute Wollgewebe, sogenannte Tuche, herstellten. Ob in diesen beiden Straßen viele Wollweber ansässig waren, ist nicht belegbar, da dazu schriftliche Quellen nicht (mehr) existieren. Denkbar ist es, da im Mittelalter Benennung von Straßen nach den Berufen der anliegenden Bewohner und der üblichen Gruppierung der Gewerke und Zünfte durchaus üblich waren. In Neubrandenburg soll es im Mittelalter angeblich bis zu 150 gegeben haben.
Von den beiden historischen Straßen ist die Große Wollweberstraße ungewöhnlich breit, weil im heutigen Straßendamm einst mittig der Wollwebergraben verlief. Das „Werderbach“ genannte historische Fließgewässer – ein Nebenarm der Linde – trat in Höhe der heutigen Schulstraße von Süden her in die Altstadt ein und folgte nach einem scharfen Knick der Großen Wollweberstraße nach Westen und vereinigte sich außerhalb der Stadtmauer wieder mit der Linde. Sein Wasser wurde unter anderem zum Waschen der Wolle verwendet. Im Spätmittelalter war diese Straße auch von Handwerkern und Kleinbauern bewohnt, die aus dem Wollwebergraben Brauchwasser für ihre Gewerbe bezogen. Der Graben wurde 1440 verfüllt, die Stadtmauer danach wahrscheinlich geschlossen. Ende des 19. Jahrhunderts kam es nach dem Anschluss Neubrandenburgs an das Eisenbahnnetz zu einem steigenden Verkehrsaufkommen, das verschiedene Mauerdurchbrüche erforderte, bei denen stets Wiekhäuser geopfert werden mussten. Im Jahr 1901 erfolgte im Zuge dessen auch am westlichen Ende der Großen Wollweberstraße ein Durchbruch.
Nach der Stadtgründung im 13. Jahrhundert erfolgte die frühe Bebauung mit Wohnhäusern zunächst fast ausnahmslos durch stroh- oder rohrgedeckte Fachwerkgebäude aus Holz und Lehm, die stark feuergefährdet waren. Ob diese frühen Häuser zeittypisch giebelständig waren oder ob sich darunter auch Steinhäuser befanden, ist archäologisch bisher nicht hinreichend aufgeklärt. Während im großen Stadtbrand von 1676 und bei den zahlreichen vorausgegangenen Bränden wohl wiederholt die gesamte Gebäudesubstanz in der Straße verloren ging, hatte der Stadtbrand von 1737 an der südlichen Straßenseite nur wenige Häuser im Bereich nahe der Stadtmauer vernichtet, an der Nordseite jedoch umfangreichere Schäden angerichtet. Ersetzt wurde vorwiegend durch Fachwerkhäuser, die straßenseitig stets verputzt waren. Heute ist die „alte Superintendentur“ (Nr. 1) das älteste Gebäude in der Straße. Ein zweites Pfarrhaus an der nördlichen Straßenseite, Ecke Marienkirchplatz, ist 1945 abgebrannt.
Spätestens seit dem 18. Jahrhundert hatten sich die Große Wollweberstraße und mehr noch die Kleine Wollweberstraße zu den vornehmsten Wohngegenden der Stadt entwickelt. Zahlreiche Honoratioren wohnten hier. Die beiden Pfarrhäuser waren Amts- und Wohnsitz aller Superintendenten des Kirchenkreises Stargard (bis zum Tod von Theodor Trendelenburg 1765) sowie der Neubrandenburger Pastoren, wie Ernst Theodor Johann Brückner und vielen anderen. Auch der spätere Maschinenbauer Ernst Alban, selbst Pastorensohn, wuchs hier auf. Die zu Lebzeiten berühmte Schriftstellerin Luise Mühlbach verlebte in der Großen Wollweberstraße 12 im Haushalt ihrer seit 1830 verwitweten Mutter Teile ihrer Kindheit und Jugend. Im Pfarrwitwenhaus (Große Wollweberstraße 3) wohnten die für Neubrandenburg und Mecklenburg bedeutsamen Gebrüder Franz und Ernst Boll.
Seit dem großen Stadtbrand Neubrandenburgs von 1945, der mehr als 80 % der historischen Altstadt zerstört hat, ist die Große Wollweberstraße im Altstadtbereich die Straße mit dem am vollständigsten erhaltenen historischen Baubestand und zählt zu den wenigen Straßen, in denen überhaupt Gebäude mit einer Entstehungszeit vor 1945 zu sehen sind. Der Straßenzug ist als Ensemble denkmalgeschützt.

## Gebäude (Auswahl)
Die Straße mit einem einheitlichen Querprofil und geschlossener Raumkante hat viele zweigeschossige traufständige denkmalgeschützte (D) Gebäude.
Südseite
- Nr. 1: Pfarrhaus und Wirtschaftsgebäude mit Fachwerk (D) der Kirchgemeinde St. Johannis, die alte Superintendentur war seit der Reformation bis Mitte des 18. Jahrhunderts Wohnhaus und Amtssitz aller Superintendenten des Stargardischen Kirchenkreises, die so lange auch Hauptpastor an der St. Marienkirche waren. Seit der Verlegung der Superintendentur nach Neustrelitz 1765 wird das Gebäude als Pfarrhaus genutzt.
- Nr. 3/5: Pfarrhaus mit Fachwerk, ehemals Pfarrwitwenhaus (D)
- Nr. 9: Wohn- und Geschäftshaus
- Nr. 11/13: ehemaliges Kirchensteueramt (D), heute sanierte BLW-Wohnanlagen mit betreuten Seniorenwohnungen
- Nr. 15: Wohn- und Geschäftshaus von um 1800 (D)
- Nr. 17: Wohnhaus (D), saniert um 1995
- Nr. 21: Wohnhaus, saniert um 1995
- Nr. 23: Wohnhaus (D)
- Nr. 25: Wohnhaus (D), saniert zum Atelierwohnhaus
- Nr. 27: Wohnhaus (D), saniert um 1995
- Nr. 35: Wohnhaus (D), saniert und rückseitiger 2-gesch. neuer Anbau
- Nr. 37: Wohnhaus, saniert um 1995
- Nr. 39: Wohnhaus, saniert um 1995
- Nr. 45: Wohnhaus, saniert um 1995
- Nr. 49: Wohnhaus (D), Eckhaus an der Mauer mit Praxis

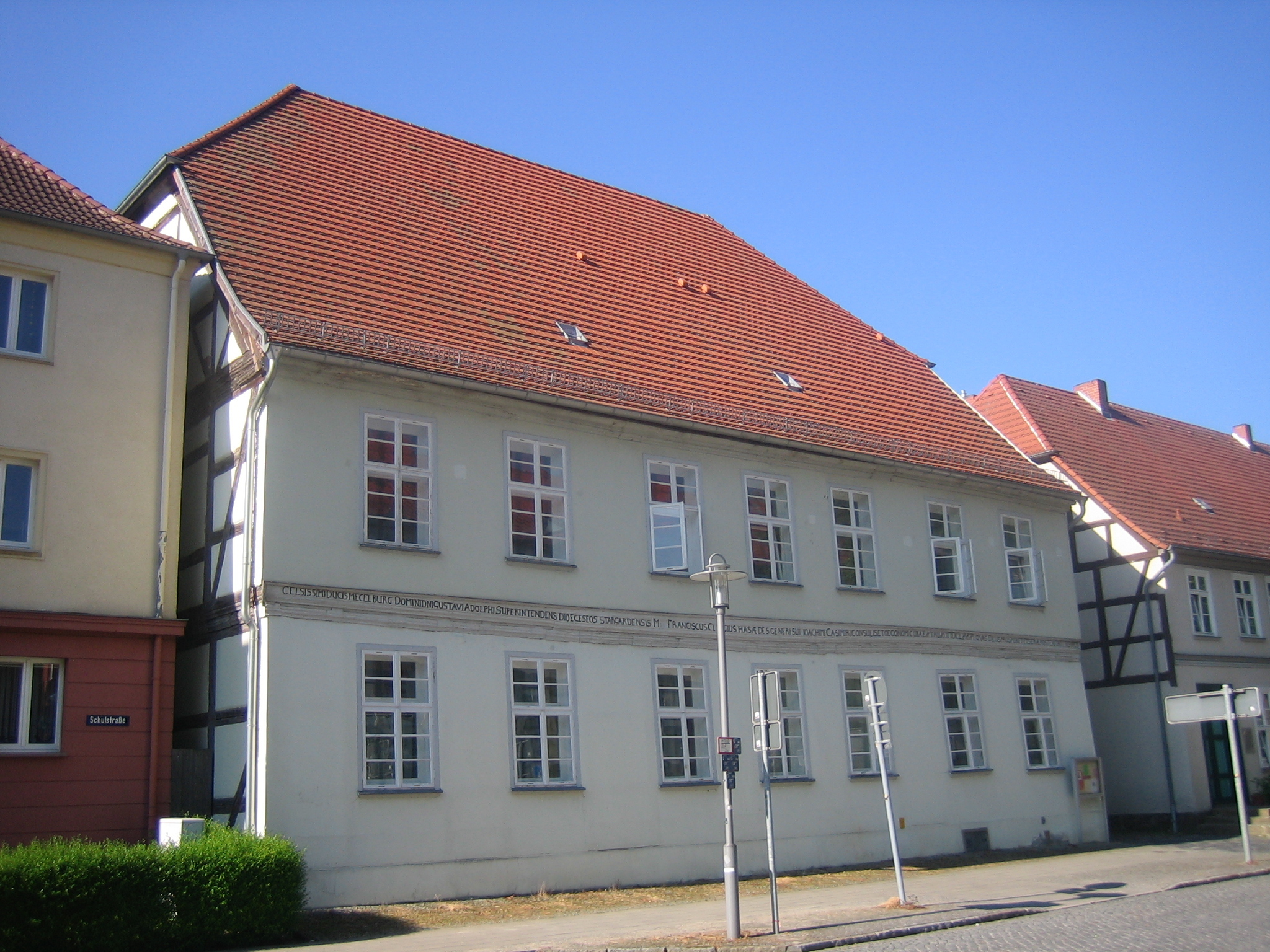
Nr. 1
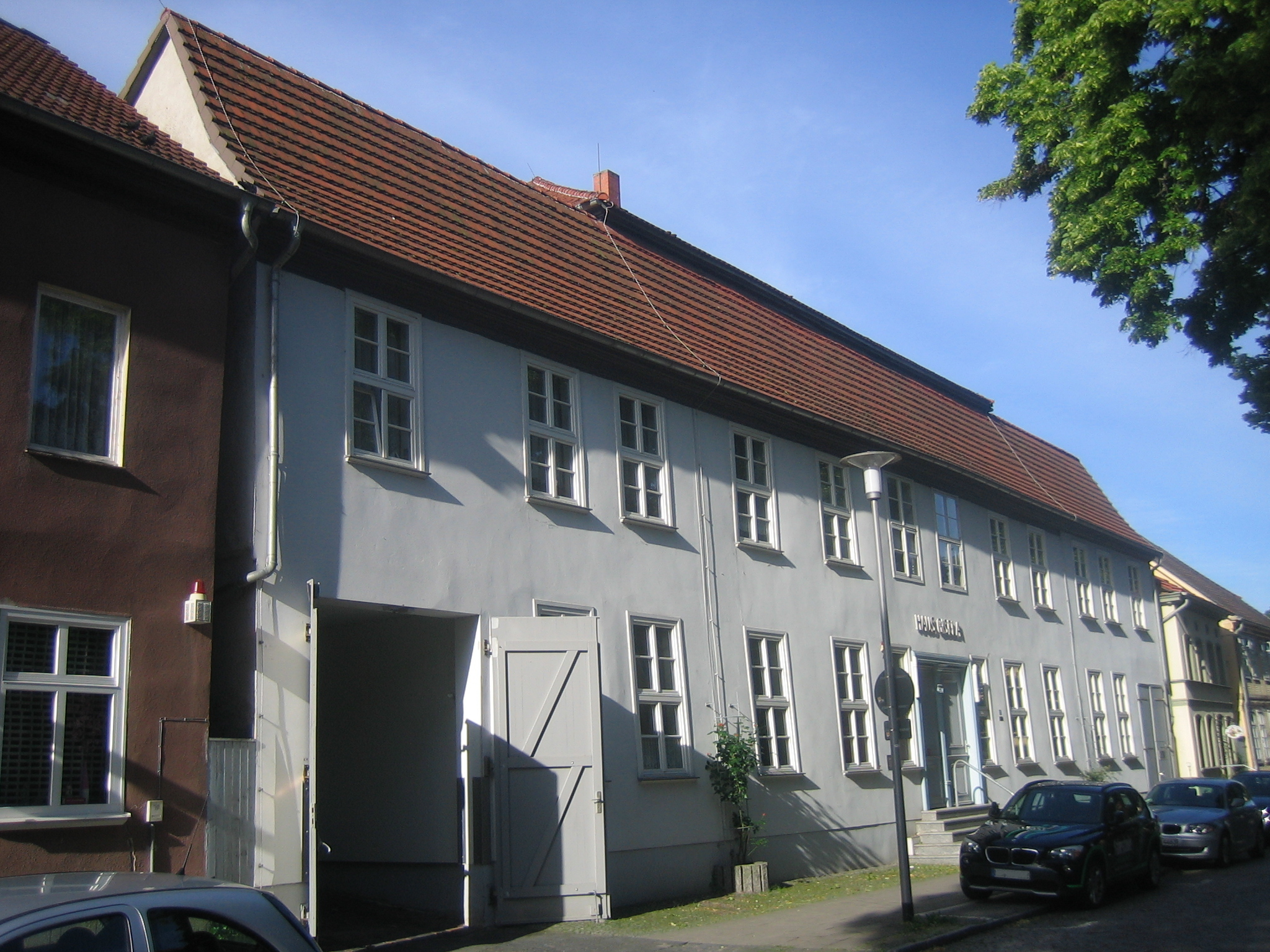
Nr. 11/13
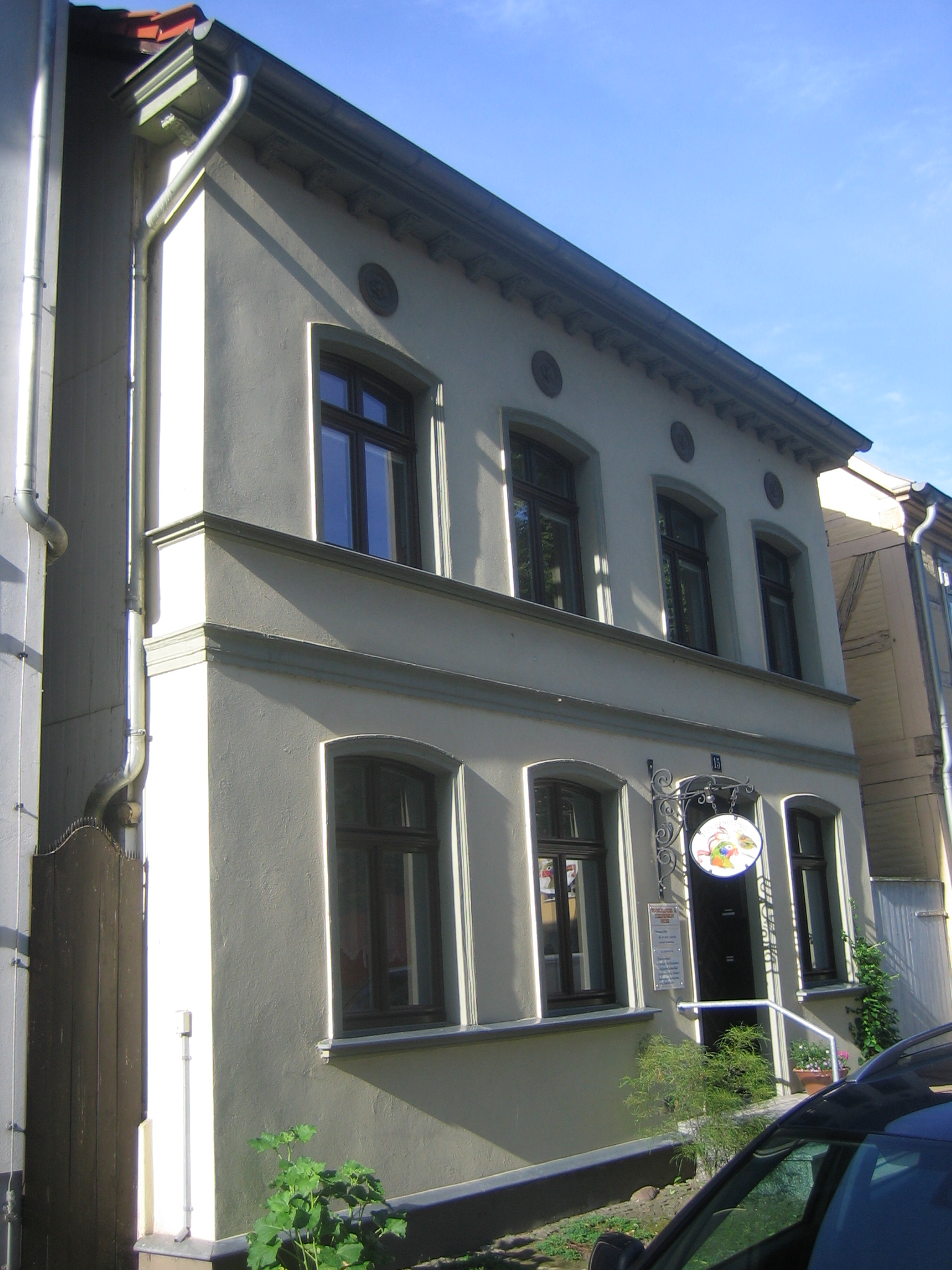
Nr. 15
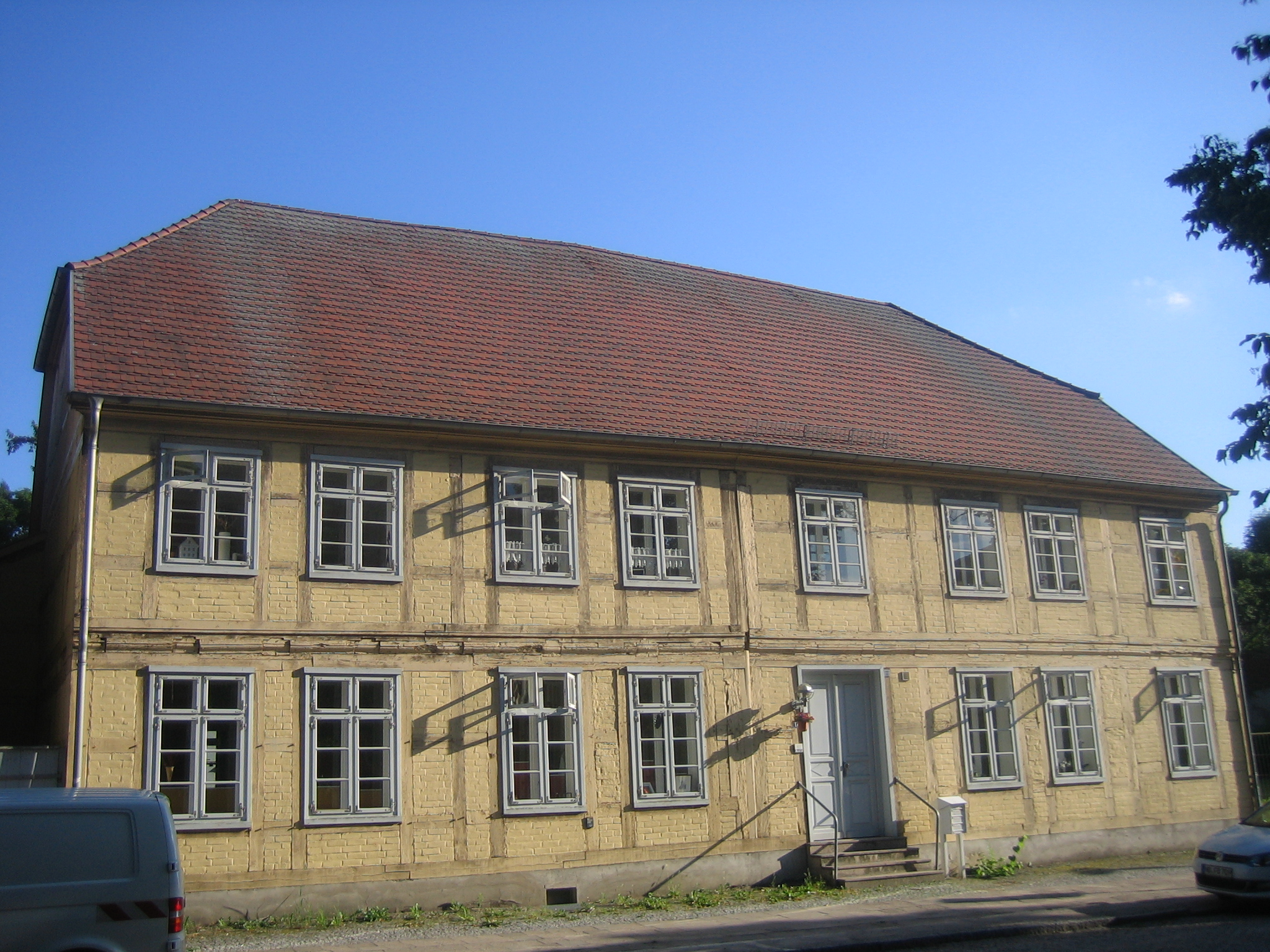
Nr. 17
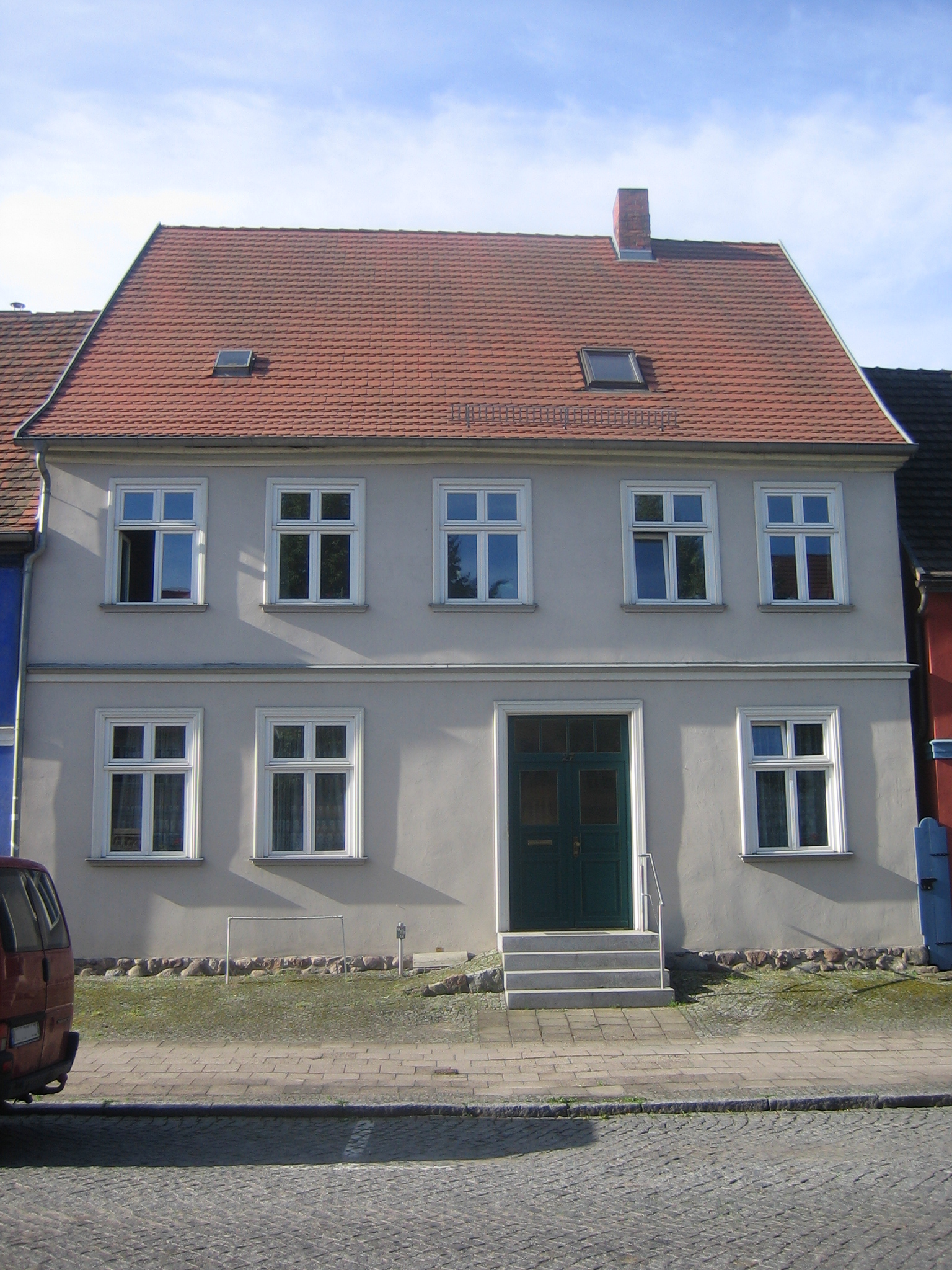
Nr. 27
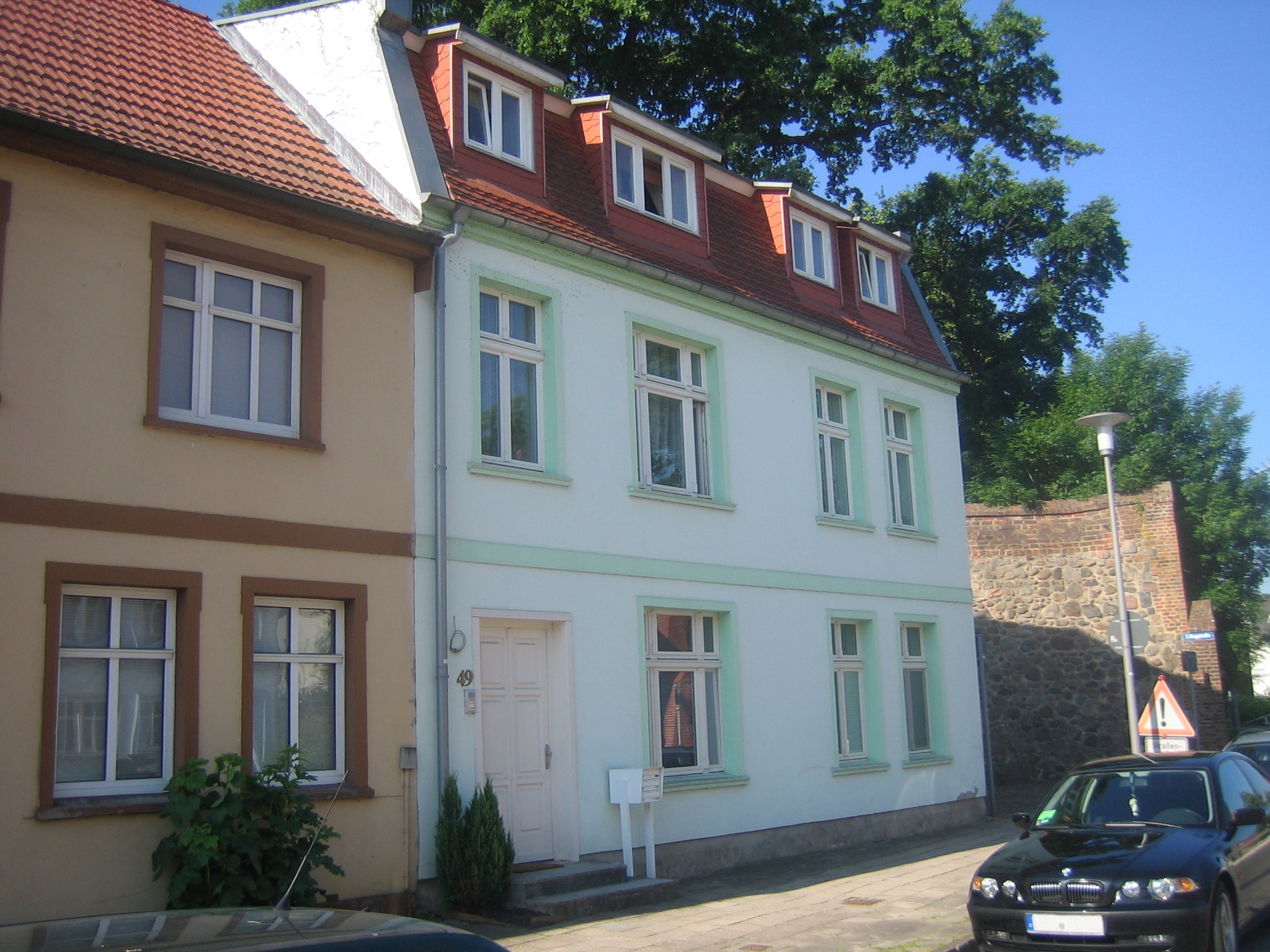
Nr. 49

Nordseite mit Baumreihe
- An der Marienkirche Nr. 4: Neues 3-gesch. Geschäftshaus als Eckhaus mit dem Deutschen Roten Kreuz (DRK)
- Nr. 6 bis 12: sanierte 3-gesch. Wohn- und Geschäftshauser der 1950er/1960er Jahre u. a. mit Sanitätshaus und Café
- Nr. 18: saniertes Wohnhaus (D), Kinder- und Jugendhaus der Volkssolidarität
- Nr. 20: Wohn- und Bürohaus (D)
- Nr. 22: Wohnhaus (D), saniert um 1995
- Nr. 24: Wohnhaus (D) als barockes Fachwerkgebäude aus dem 18. Jahrhundert, von 1877 bis 1945 als Herberge zur Heimat Unterkunft für wandernde Handwerker als Wanderarbeitsstätte, ab 1998 saniert und seit 2003 Domizil der Kunstsammlung Neubrandenburg[6]
- Nr. 26: Wohnhaus (D)
- Nr. 28: Neues Wohnhaus von um 1995
- Nr. 30: Wohnhaus (D)
- Nr. 32: Wohnhaus (D)
- Nr. 34: Wohnhaus, saniertes Giebelhaus um 1995

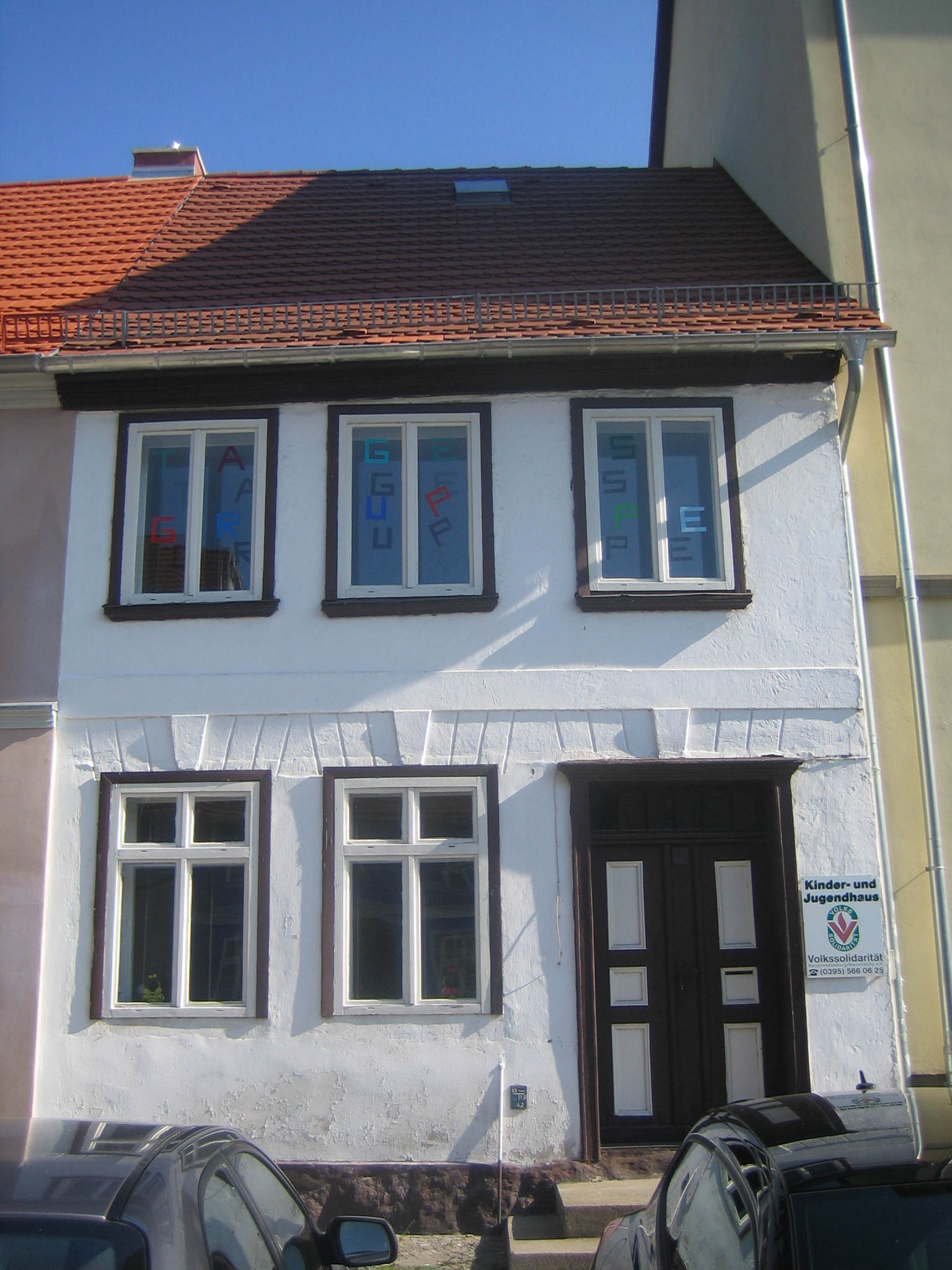
Nr. 18
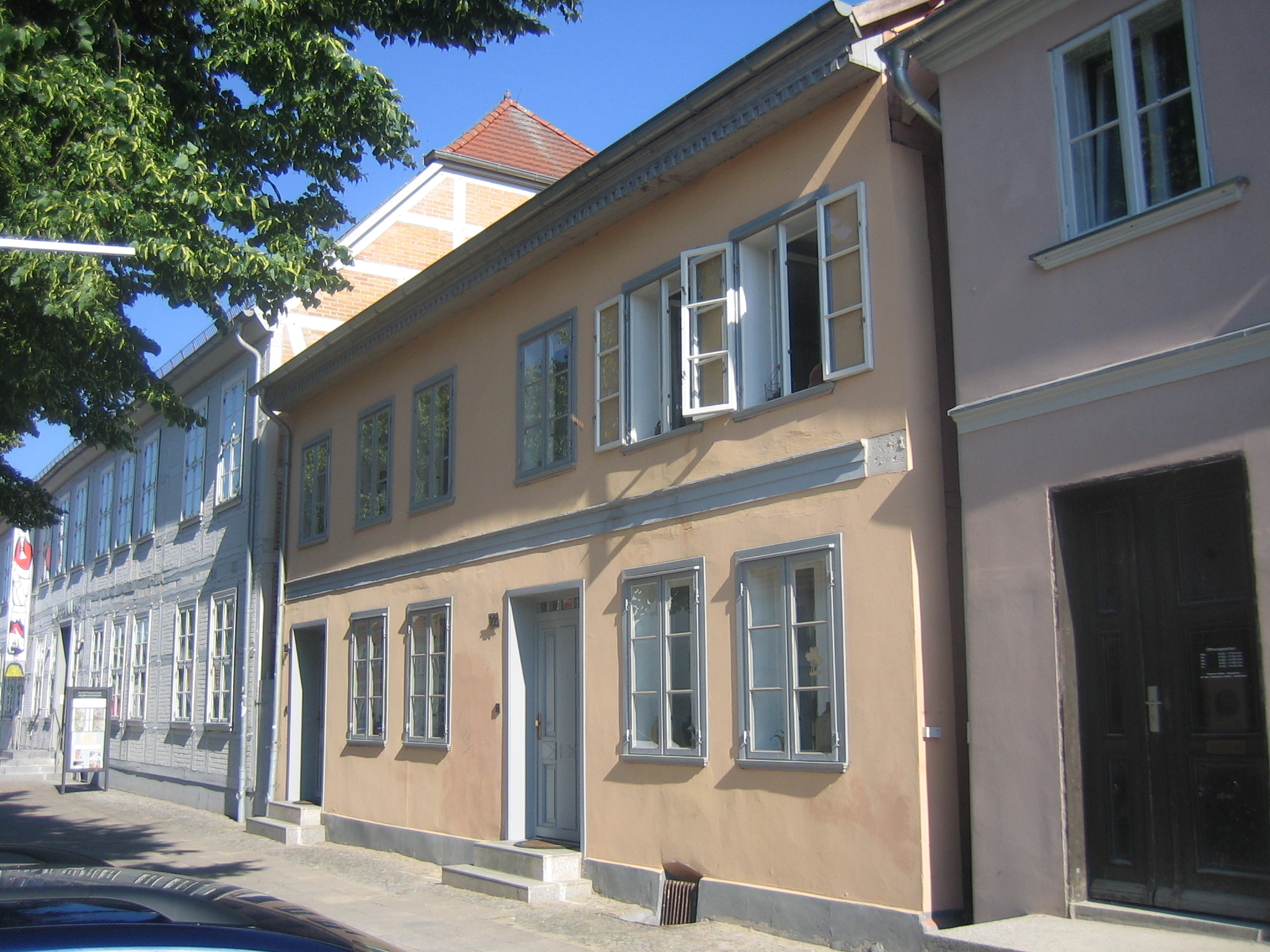
Nr. 22 u. 24
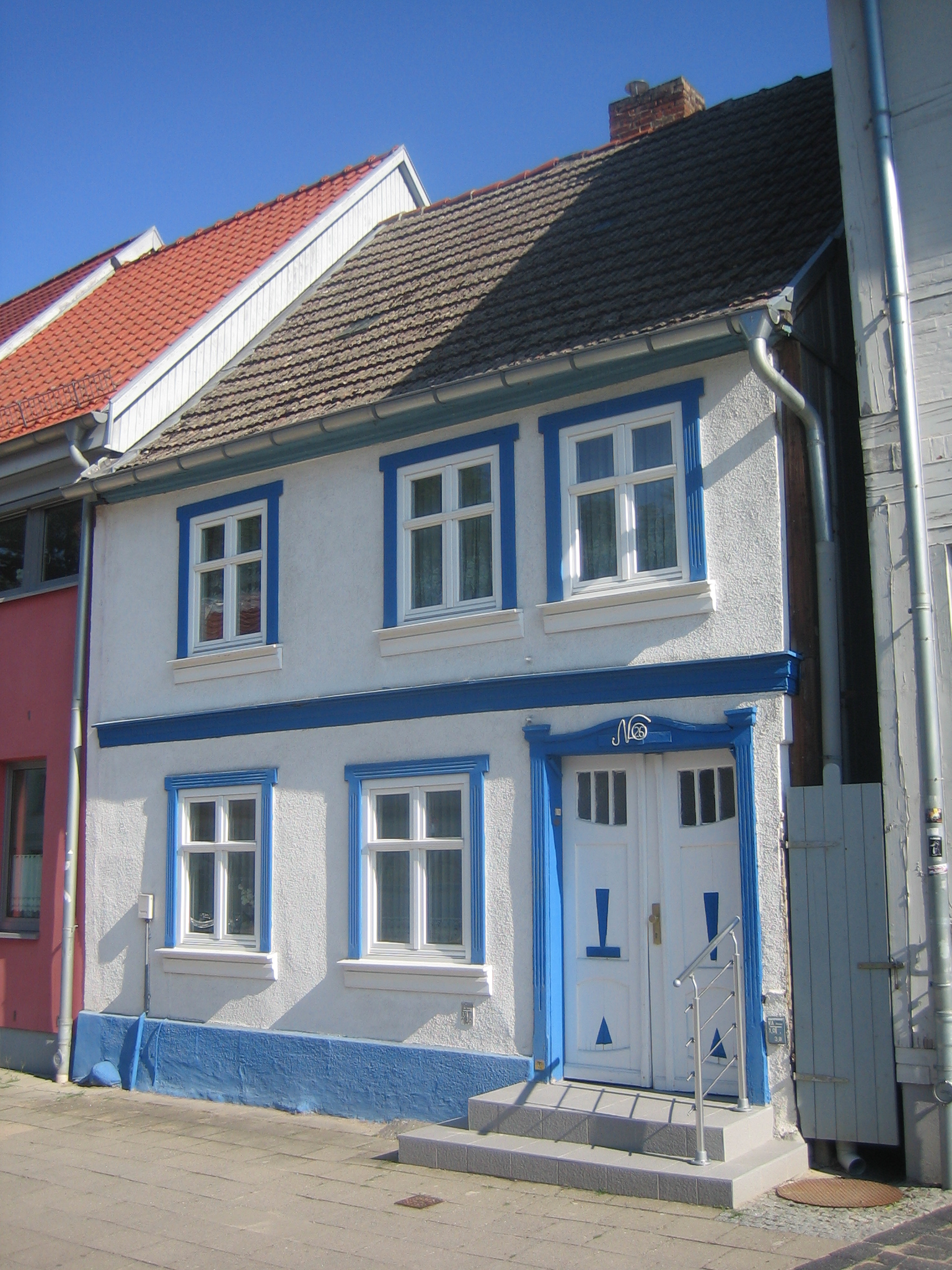
Nr. 26
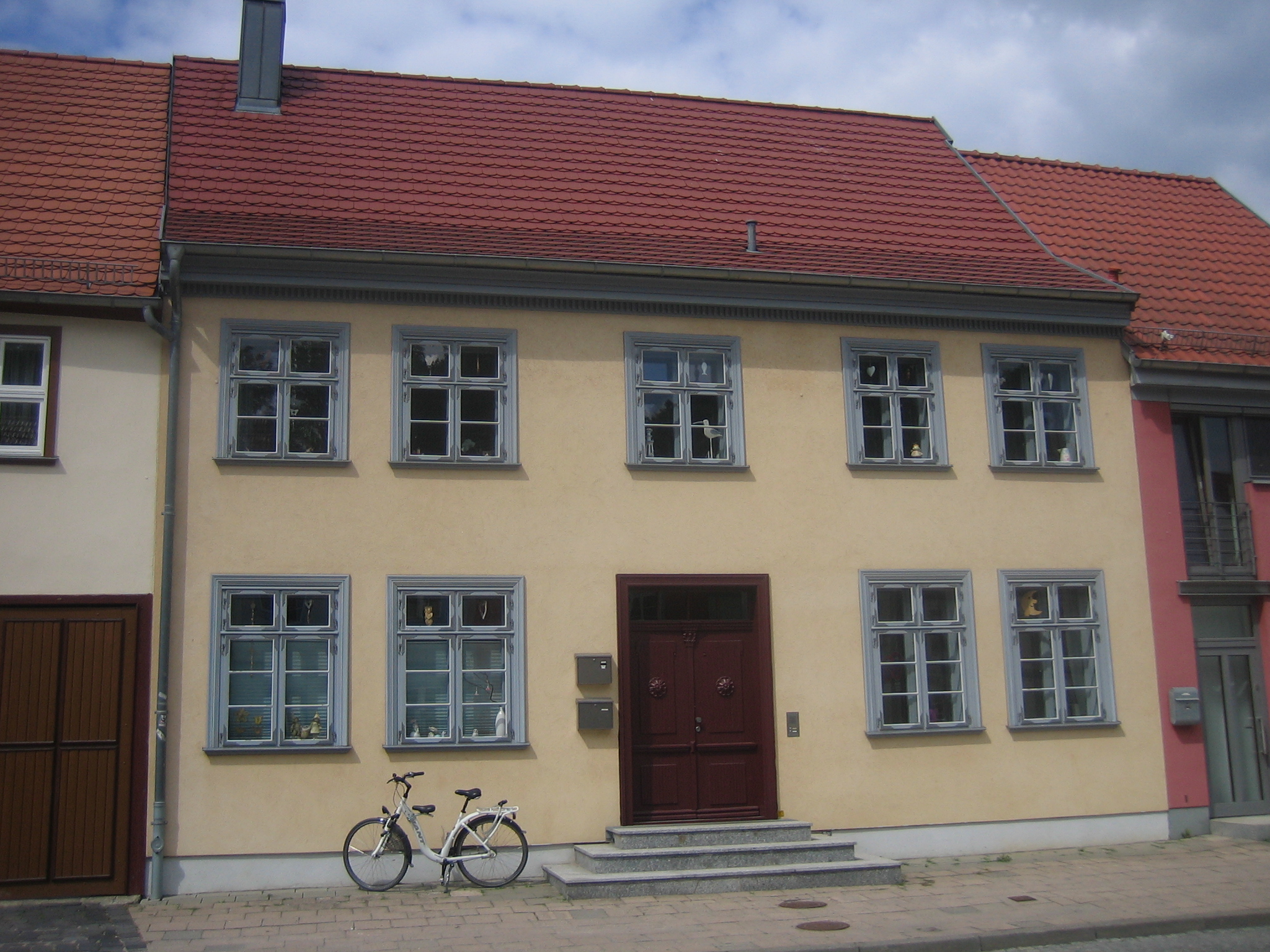
Nr. 30

## Gedenkorte

### Gedenktafel Ludwig Giesecke
| Am 7. April 2010 wurde zur Erinnerung an Ludwig Giesecke (1871–1941) am ehemaligen Pfarrwitwenhaus (Große Wollweberstraße 3), wo er mit seiner Familie von 1909 bis 1937 wohnte, eine Gedenktafel enthüllt. Giesecke wirkte in Neubrandenburg von 1906 bis 1933 als Senator für Bauwesen. Unter seiner Verantwortung wurden zahlreiche für die Stadtentwicklung zu Beginn des 20. Jahrhunderts bedeutsame Bauprojekte realisiert. Eine weitere zunächst geplante Würdigung Gieseckes durch die Widmung einer im Rahmen eines Bauprojekts an der Rostocker Straße neu zu errichteten Straße kam nicht zustande, da das Vorhaben nicht umgesetzt wurde. |

### Gedenkstein für die Vertriebenen
| Ein Gedenkstein zur Erinnerung an die Opfer von Flucht und Vertreibung nach Ende des Zweiten Weltkrieges befindet sich rechts der Ausfahrt der Großen Wollweberstraße außerhalb der Stadtmauer. Der Finding wurde auf Initiative des Bund der Vertriebenen vom Neubrandenburger Steinmetzbetrieb Dassow gestaltet und am 28. November 2009 eingeweiht. Ein älterer Gedenkstein für die Heimatvertriebenen befindet sich auf dem Gelände des Neuen Friedhofs in der Oststadt. |

### Gedenkstein Ernst Lübbert
| Ein Gedenkstein zur Ehrung des mecklenburgischen Malers und Illustrators Ernst Lübbert (1879–1915) befindet sich links der Ausfahrt der Großen Wollweberstraße auf der Wallanlage. Die Stele mit Bronzerelief von Erich Schmidt-Kestner wurde am 12. Juli 1934 aufgestellt. Nach Verlust wurde das Relief 1994 erneuert. Zudem wurde eine Straße des in den 1990er Jahren entstandenen Malerviertels im Stadtgebiet West nach ihm benannt. Lübbert hatte in seiner Jugend das Neubrandenburger Gymnasium besucht. |